# Kalyvákia
Kalyvákia är en ort i Cypern.   Den ligger i distriktet Eparchía Lefkosías, i den nordöstra delen av landet, 19 km nordost om huvudstaden Nicosia. Kalyvákia ligger 168 meter över havet och antalet invånare är 248. Den ligger på ön Cypern.
Terrängen runt Kalyvákia är kuperad åt nordväst, men åt sydost är den platt. Terrängen runt Kalyvákia sluttar söderut.Trakten runt Kalyvákia är ganska glesbefolkad, med 25 invånare per kvadratkilometer. Närmaste större samhälle är Nicosia, 19,1 km sydväst om Kalyvákia. Trakten runt Kalyvákia är i huvudsak ett öppet busklandskap.